# 美濃加茂市立加茂野中学校
美濃加茂市立加茂野中学校（みのかもしりつ かものちゅうがっこう）は、かつて岐阜県美濃加茂市に存在した公立中学校。

## 概要
- 旧・加茂郡加茂野村の中学校であった。1966年太田中学校と統合し、西中学校の新設により廃校。
- 廃校後、校舎は西中学校校舎完成まで西中学校加茂野教室として1967年8月まで使用された。跡地は加茂野小学校の校地の一部となっている。

## 沿革
- 1947年（昭和22年）4月1日 - 加茂郡加茂野村に加茂野村立加茂野中学校として開校。加茂野小学校の校舎の一部を仮校舎とする。
- 1948年（昭和23年）3月 - 加茂野小学校の隣接地に校舎が完成。
- 1954年（昭和29年）4月1日 - 太田町、古井町、下米田村、伊深村、蜂屋村、山之上村、加茂野村、三和村が合併し、美濃加茂市が発足。同時に美濃加茂市立加茂野中学校に改称する。
- 1966年（昭和41年）3月 - 太田中学校と統合し、西中学校の新設により廃校。西中学校の校舎未完成のため、西中学校加茂野教室となる。
- 1967年（昭和42年）9月 - 西中学校の校舎（普通教室・一期）が完成。加茂野教室を閉鎖。